# Klara Schlegel
Klara Schlegel (født 7. maj 2001 i Eggenberg, Østrig) er en østrigsk håndboldspiller, der spiller for Frisch Auf Göppingen i Handball-Bundesliga Frauen og Østrigs kvindehåndboldlandshold, som venstre back.
Hun debuterede på det østrigske A-landshold den 24. november 2018. Hun blev også udtaget til den østrigske landstræner Herbert Müllers udvalgte trup ved VM i kvindehåndbold 2021 i Spanien.